# 문라이트 나가라
문라이트 나가라(ムーンライトながら)는 JR동일본에 의해 운영되는 야간쾌속열차이다. 도카이도 본선을 경유하여 도쿄역부터 오가키역까지 운행한다.
2009년 3월 14일부터 문라이트 나가라는 정기운행을 중단했고 성수기에 주로 운행하는 임시열차가 되었다.

## 같이 보기
- 청춘 18